# Стефан Крюґер
Стефан Крюґер (англ. Stefan Kruger; нар. 3 серпня 1966) — колишній південноафриканський тенісист.
Найвищу одиночну позицію світового рейтингу — 277 місце досяг 3 жовтня 1988, парну — 39 місце — 14 січня 1991 року.
Здобув 3 парні титули.
Найвищим досягненням на турнірах Великого шолома був півфінал в парному розряді.
Завершив кар'єру 1995 року.

## Фінали за кар'єру

### Парний розряд (3–5)
| Результат | W/L | Дата     | Турнір              | Покриття   | Партнер              | Суперники                      | Рахунок       |
| --------- | --- | -------- | ------------------- | ---------- | -------------------- | ------------------------------ | ------------- |
| Перемога  | 1–0 | Січ 1989 | Аделаїда, Австралія | Тверде     | Ніл Брод             | Марк Кратцманн Гленн Леєндекер | 6–2, 7–6      |
| Поразка   | 1–1 | Лип 1989 | Ньюпорт, США        | Трава      | Ніл Брод             | Патрік Гелбрайт Браян Герроу   | 6–2, 5–7, 3–6 |
| Перемога  | 2–1 | Вер 1990 | Базель, Швейцарія   | Тверде (i) | Хрісто ван Ренсбург  | Ніл Брод Гері Мюллер           | 4–6, 7–6, 6–3 |
| Перемога  | 3–1 | Січ 1991 | Аделаїда, Австралія | Тверде     | Вейн Феррейра        | Паул Гаргейс Марк Куверманс    | 6–4, 4–6, 6–4 |
| Поразка   | 3–2 | Кві 1991 | Сінгапур            | Тверде     | Хрісто ван Ренсбург  | Грант Коннелл Гленн Мічібата   | 4–6, 7–5, 6–7 |
| Поразка   | 3–3 | Жов 1992 | Ліон, Франція       | Килим      | Ніл Брод             | Якоб Гласек Марк Россе         | 1–6, 3–6      |
| Поразка   | 3–4 | Чер 1993 | Манчестер, Англія   | Трава      | Гленн Мічібата       | Кен Флек Рік Ліч               | 4–6, 1–6      |
| Поразка   | 3–5 | Жов 1993 | Ліон, Франція       | Килим      | Джон-Лаффньє де Ягер | Гері Мюллер Дані Віссер        | 3–6, 6–7      |